# Lagoptera ceramensis
Lagoptera ceramensis är en fjärilsart som beskrevs av Louis Beethoven Prout 1922. Lagoptera ceramensis ingår i släktet Lagoptera och familjen nattflyn. Inga underarter finns listade i Catalogue of Life.